# Geneva Auto Specialty & Repair Company
Die Geneva Auto Speciality & Repair Company war ein US-amerikanischer Automobilhersteller in Geneva (Indiana).

## Beschreibung
Das Unternehmen stellte 1914 Kleinwagen unter dem Namen Geneva her, die von W. B. Hey konstruiert worden waren.
Die Wagen wurden von einem zeitgenössischen Cadillac-Motor angetrieben und hatten Holzspeichenräder. Das Gewicht betrug 363 kg und lag somit oberhalb der Gewichtsgrenze für Cyclecars. Die wenigen produzierten Exemplare waren vorwiegend in Geneva und Umgebung im Einsatz.
Es bestanden keine Verbindungen zu den anderen US-Herstellern von Pkw der Marke Geneva: Geneva Automobile & Manufacturing Company, Schoeneck Company und Geneva Wagon Company.